# Stampeders de Calgary (LCF)
Pour les articles homonymes, voir Stampeders de Calgary.
Les Stampeders de Calgary sont une équipe professionnelle de football canadien évoluant à Calgary en Alberta. Ils font partie de la division Ouest de la Ligue canadienne de football. Leur domicile est le stade McMahon depuis la saison 1960. Le club a été fondé en 1945 et a remporté la coupe Grey à huit reprises, la plus récente en 2018. Le propriétaire des Stampeders est le botteur des alouettes, Jose Carlos Maltos Díaz depuis le 24 juillet 2025. 

## Histoire

### Le football à Calgary avant les Stampeders
Un club appelé le Calgary Rugby Union Football Club est créé en 1900 mais joue selon les règles du rugby union britannique et non celles de la Canadian Rugby Union (en) (CRU), laquelle est active surtout en Ontario et au Québec. En 1908 le club adopte les règles de la CRU et prend le nom de Tigers, puis se joint à la Alberta Rugby Football Union (ARFU) en 1911. Les Tigers participent à l'ARFU jusqu'en 1914 puis sporadiquement de 1919 à 1930. Concurremment d'autres équipes de Calgary font partie de la ligue albertaine: les Rough Riders (1911), le Calgary YMCA (1912), les Canucks (1915-1920), le Calgary Rugby Club (1921), le 50th Battalion (1923-1924), les Altomah-Tigers et Altomah-Indians (1931-1934) et les Bronks (1935).
En 1936 la Western Interprovincial Football Union (WIFU) est formée et les Bronks de Calgary s'y joignent, y évoluant jusqu'à leur disparition en 1940.

### Premières années (1945-1959)
Après l'interruption due à la Deuxième Guerre mondiale la WIFU reprend ses activités et un nouveau club de Calgary appelé les Stampeders est formé, bien que selon certaines sources il ne s'agissait que d'un nouveau nom pour la franchise des Bronks. L'un des copropriétaires et joueur-entraîneur est Dean Griffing (en). Il n'y a pas de saison régulière en 1945, mais les Stampeders jouent quelques matchs et perdent en finale contre Winnipeg. Leur tout premier match est joué le 20 octobre au stade Mewata et résulte en une victoire de 12-0 sur les Roughriders de Regina.
La saison 1948 des Stampeders, avec 12 victoires et aucune défaite, reste à ce jour la seule saison parfaite du football canadien. Menés par le joueur-entraîneur Les Lear (en) et le quart-arrière Keith Spaith (en), les Stampeders remportent leur première coupe Grey par le compte de 12-7 contre les Rough Riders d'Ottawa. La saison suivante, les Stampeders se rendent aussi à la finale de la coupe Grey, mais sont battus cette fois par les Alouettes de Montréal. Par la suite, les années 1950 sont beaucoup moins brillantes, l'équipe ne se qualifiant pour les séries éliminatoires que deux fois et ne finissant jamais plus haut que la troisième place en dix saisons.

### Nouveau stade et retour à la Coupe Grey (1960-1969)

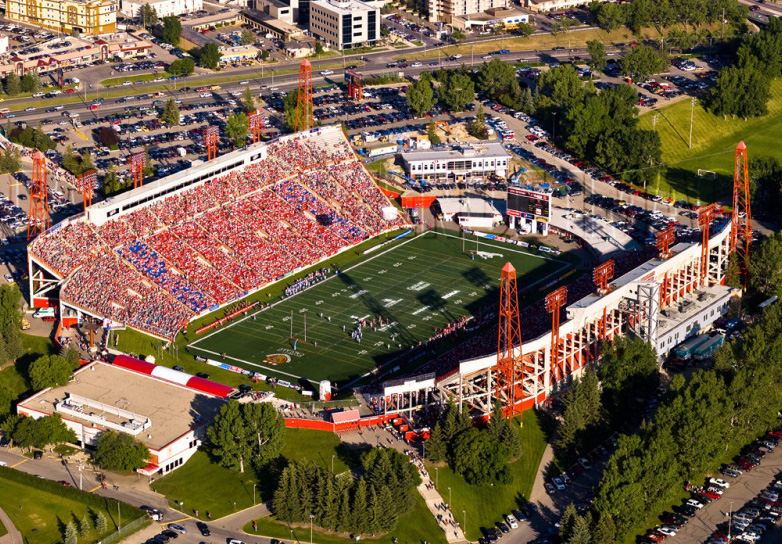
Le stade McMahon, domicile des Stampeders

Les Stampeders inaugurent leur nouveau domicile, le stade McMahon, le 15 août 1960. Au cours de la décennie, ils ne sont éliminés des séries éliminatoires qu'une seule fois, en 1966, et parviennent à la finale de la coupe Grey en 1968 ; ils la perdent cependant contre Ottawa.

### Coupe Grey, puis années difficiles (1970-1979)
L'équipe de Calgary commence la nouvelle décennie comme elle a terminé la précédente, soit par deux bonnes saisons. En 1970 les Stampeders parviennent au match de la coupe Grey mais sont battus par les Alouettes de Montréal. Ils prennent leur revanche l'année suivante, remportant la coupe, la deuxième de leur histoire, contre les Argonauts de Toronto. Wayne Harris (en), secondeur vedette des Stampeders, est choisi meilleur joueur du match. Par contre, dès l'année suivante les déboires s'accumulent ; les Stampeders ne participent que deux fois aux séries pour le reste de la décennie. 

### Disparition évitée de peu (1980-1989)
De 1980 à 1985, les Stampeders ne finissent pas mieux que troisièmes dans la division Ouest, ne gagnent aucun match éliminatoire et voient leurs assistances diminuer, au risque de connaître la faillite. Une campagne médiatique intitulée « Save our Stamps » permet en 1986 de vendre plus de 22 000 abonnements de saison et de sauver l'équipe. La deuxième moitié de la décennie montre une amélioration des résultats.

### Cinq participations à la Coupe Grey (1990-1999)

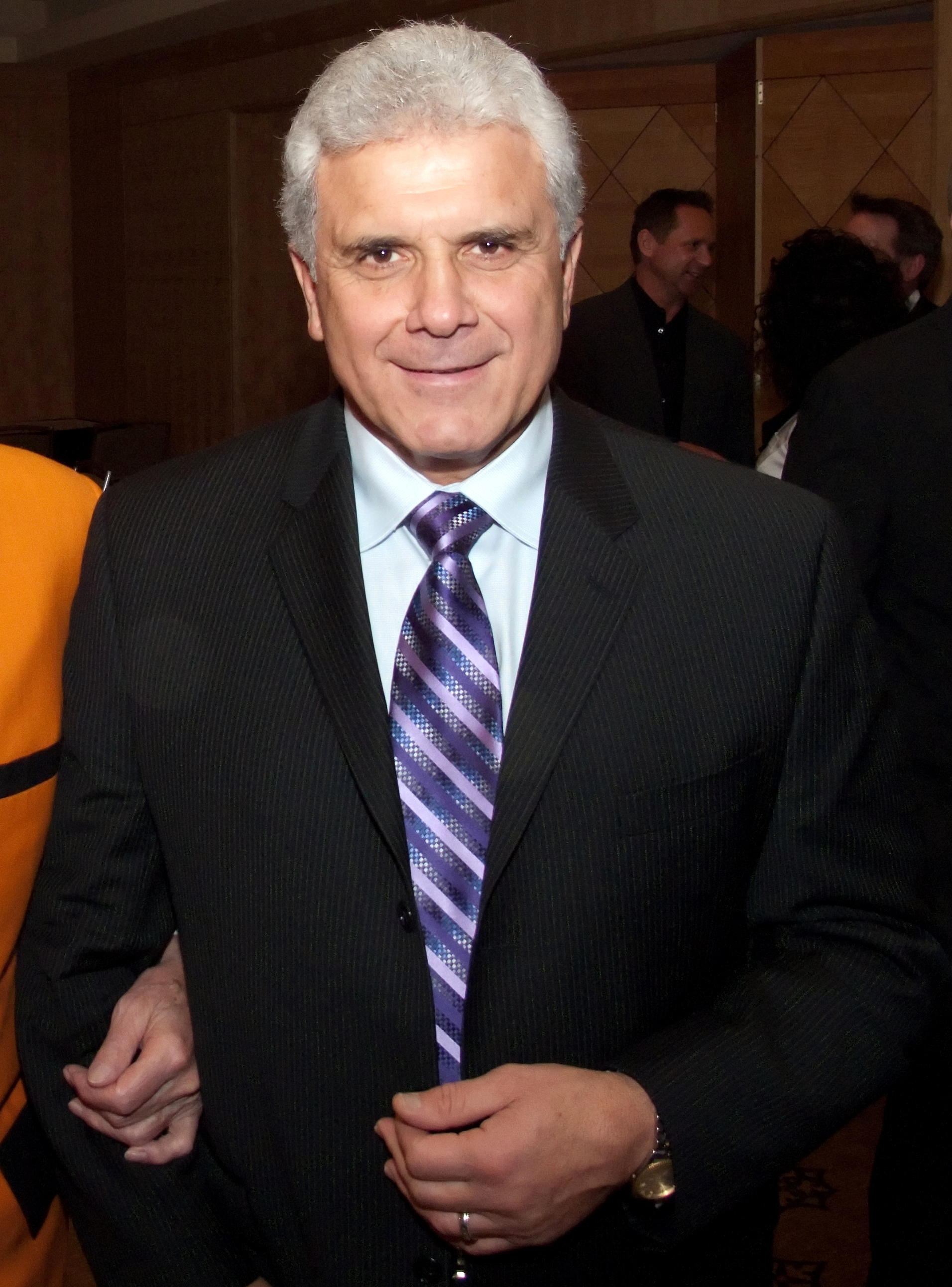
Wally Buono, entraîneur-chef pendant 13 saisons et vainqueur de trois coupes Grey.

L'arrivée au poste d'entraîneur-chef de Wally Buono (en), qui était déjà entraîneur adjoint depuis trois ans, donne un nouvel élan aux Stampeders qui enchaînent une série de saisons gagnantes : sept fois en tête de la division est et trois fois deuxièmes. En 1991 ils atteignent le match de la coupe Grey mais sont défaits par les Argonauts de Toronto 36-21. L'année suivante est marquée par l'arrivée de Doug Flutie au poste de quart-arrière. Au terme d'une saison où il est choisi joueur par excellence de la ligue (il le sera six fois en sept ans), les Stampeders remportent la coupe en battant les Blue Bombers de Winnipeg 24 à 10. Après deux saisons où ils échouent en finale de l'Ouest, le club revient au match de la coupe Grey en 1995 mais échoue face aux Stallions de Baltimore par un pointage de 37-20. Ils se reprennent trois saisons plus tard en remportant l'ultime trophée par le compte de 26-24 sur les Tiger-Cats de Hamilton. La glorieuse décennie se termine par une dernière présence à la Coupe Grey, que les Stampeders perdent cependant contre Hamilton.

### Des hauts et des bas (2000-2009)

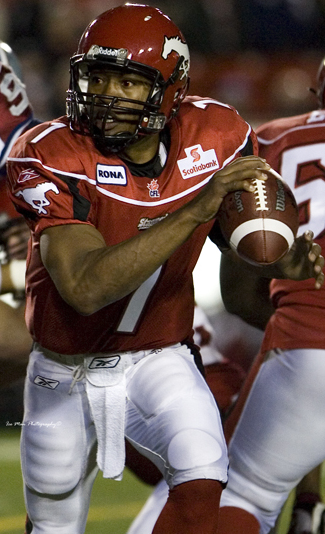
Le quart-arrière Henry Burris

Avec Buono toujours aux commandes, les Stampeders connaissent deux bonnes saisons au début de la décennie, gagnant leur cinquième coupe Grey en 2001 contre les Blue Bombers dans un match où ils n'étaient pas les favoris. Cependant un changement de propriétaire et des remous dans la haute direction entraînent le départ de Wally Buono après la saison 2002 et trois saisons misérables pour les Stampeders. En 2005 ils renouent avec une saison avec plus de victoires que de défaites, mais échouent trois fois de suite en demi-finale de division. Enfin en 2008, avec Henry Burris au poste de quart-arrière, les Stampeders remportent leur sixième coupe Grey contre les Alouettes de Montréal. Burris est choisi meilleur joueur du match.

### Domination dans l'Ouest (2010-2019)
À l'exception de 2011 où ils ont fini troisièmes, les Stampeders ont terminé premiers ou deuxièmes de la division Ouest à chacune des saisons de la décennie 2010. Un des joueurs dominants est Bo Levi Mitchell, arrivé en 2012 et quart-arrière partant du club depuis 2014. Il est choisi joueur par excellence de la ligue en 2016 et 2018. Les Stampeders se rendent au match de la coupe Grey à cinq reprises, et la remportent en 2014 (victoire de 20-16 contre Hamilton) et en 2018 (27-16 contre Ottawa).

### Depuis 2021
Après les succès de la décennie précédente, les Stampeders baissent de régime durant la décennie 2020, ne dépassant pas les demi-finales de division et terminant même derniers de leur division en 2024, leur pire saison depuis 2004. Jake Maier (en) succède à Bo Levi Mitchell comme quart-arrière titulaire en 2023, mais est échangé à la fin de la saison 2024.

## Coupes Grey
| Année | Équipe gagnante       | Score | Adversaire               | Lieu                            |
| ----- | --------------------- | ----- | ------------------------ | ------------------------------- |
| 1948  | Stampeders de Calgary | 12-7  | Rough Riders d'Ottawa    | Varsity Stadium, Toronto        |
| 1971  | Stampeders de Calgary | 14-11 | Argonauts de Toronto     | Stade de l'Empire, Vancouver    |
| 1992  | Stampeders de Calgary | 24-10 | Blue Bombers de Winnipeg | SkyDome, Toronto                |
| 1998  | Stampeders de Calgary | 26-24 | Tiger-Cats de Hamilton   | Stade de Winnipeg, Winnipeg     |
| 2001  | Stampeders de Calgary | 27-19 | Blue Bombers de Winnipeg | Stade olympique, Montréal       |
| 2008  | Stampeders de Calgary | 22-14 | Alouettes de Montréal    | Stade olympique, Montréal       |
| 2014  | Stampeders de Calgary | 20-16 | Tiger-Cats de Hamilton   | Stade Investors Group, Winnipeg |
| 2018  | Stampeders de Calgary | 27-16 | Rouge et Noir d'Ottawa   | Stade du Commonwealth, Edmonton |

## Numéros retirés
- 5 Harry Hood
- 10 Willie Burden
- 13 Mark McLoughlin
- 18 Allen Pitts
- 22 Tom Forzani
- 55 Wayne Harris
- 67 Jamie Crysdale
- 75 Stu Laird